# Fernando Díaz Esteban
Fernando Díaz Esteban (Badajoz, 25 de gener de 1925-Madrid, 10 de octubre de 2023) fou un hebraista espanyol, membre de la Reial Acadèmia de la Història.
Doctor en Filosofia i Lletres (Secció de Filologia Semítica) per la Universitat Complutense de Madrid. Ha estat catedràtic de la Universitat de Barcelona, on va fundar una revista de filologia i un institut d'estudis orientals, encara que ha desenvolupat la seva carrera a Madrid des de 1985 com a catedràtic emèrit de Llengua i Literatura Hebrees de la Universitat Complutense de Madrid. El 20 de juny de 2003 fou escollit acadèmic de la Reial Acadèmia de la Història. Va ingressar a la RAH el 28 d'abril de 2004 amb el discurs El frustrado retorno de los judíos en el siglo XVII: nuevos documentos, manuscritos inéditos procedentes de dos fuentes, una de las cuales son las cartas dirigidas al conde-duque de Olivares por el fraile predicador Tello de León, aspirante a espía.

## Obres
- Bataliús: el reino taifa de Badajoz : estudios Letrúmero, 1996. ISBN 84-921456-1-7
- os judaizantes en Europa y la literatura castellana del siglo de Oro: coord. per Fernando Díaz Esteban Letrúmero, 1994. ISBN 84-605-0928-1